# Bernard Hopkins (basket-ball)
Pour les articles homonymes, voir Bernard Hopkins et Hopkins.
Bernard Hopkins, né le 13 janvier 1973, à Baltimore, dans le Maryland, est un joueur américain naturalisé espagnol de basket-ball. Il évolue au poste d'ailier.